# Linien von Torres Vedras
Bailén –  Roliça –Vimeiro – Saragossa (1808) – Burgos (Gamonal) – Medina de Rioseco – Espinosa –  Tudela – Somosierra – Saragossa (1809) – La Coruña – Torres Vedras – Valls – Braga –  Oporto –  Talavera – Ocaña – Gerona – Ciudad Rodrigo (1810) – Buçaco – Gévora – Barrosa – Badajoz (1811) – Fuentes de Oñoro – La Albuera – Tarragona (1811) – Sagunt (Murviedro) – Ciudad Rodrigo (1812) – Badajoz (1812) –  Majadahonda – Salamanca – García Hernández –  Venta del Pozo – Vitoria – 
Sorauren – San Sebastián – Bidassoa

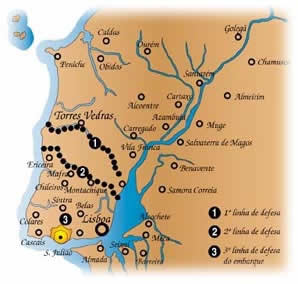
Karte der drei Verteidigungslinien, den Linien von Torres Vedras

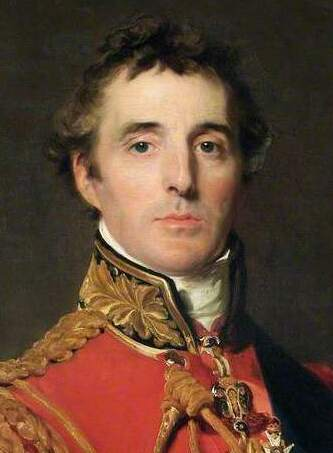
Der britische General Wellington

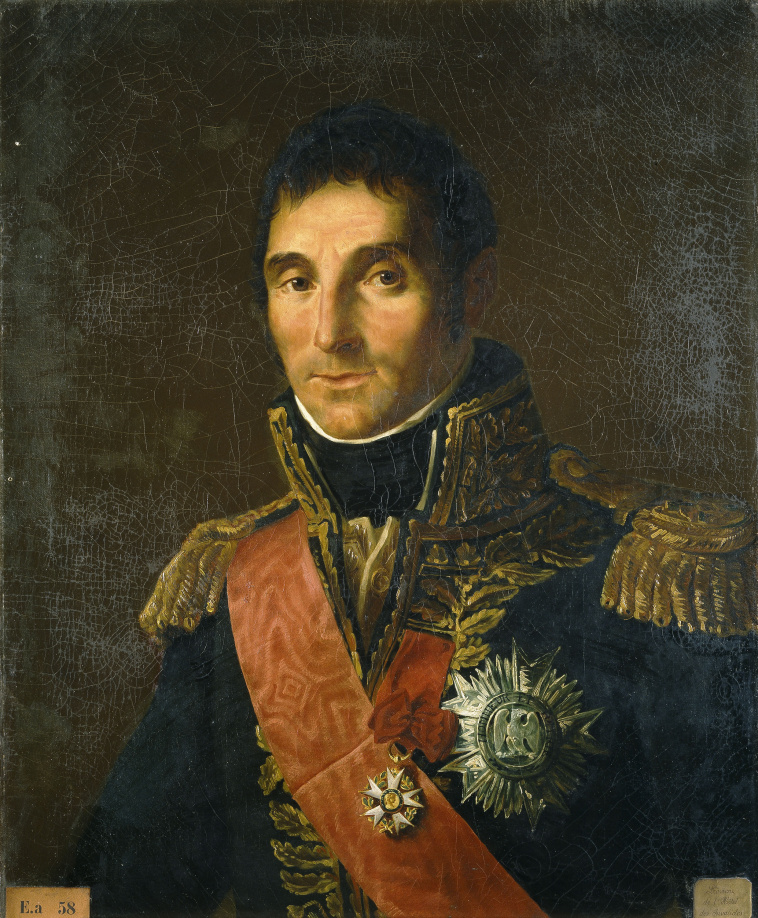
Der französische Marschall Masséna

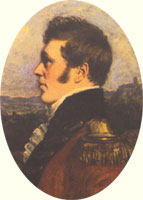
Der britische Ingenieur Sir Richard Fletcher

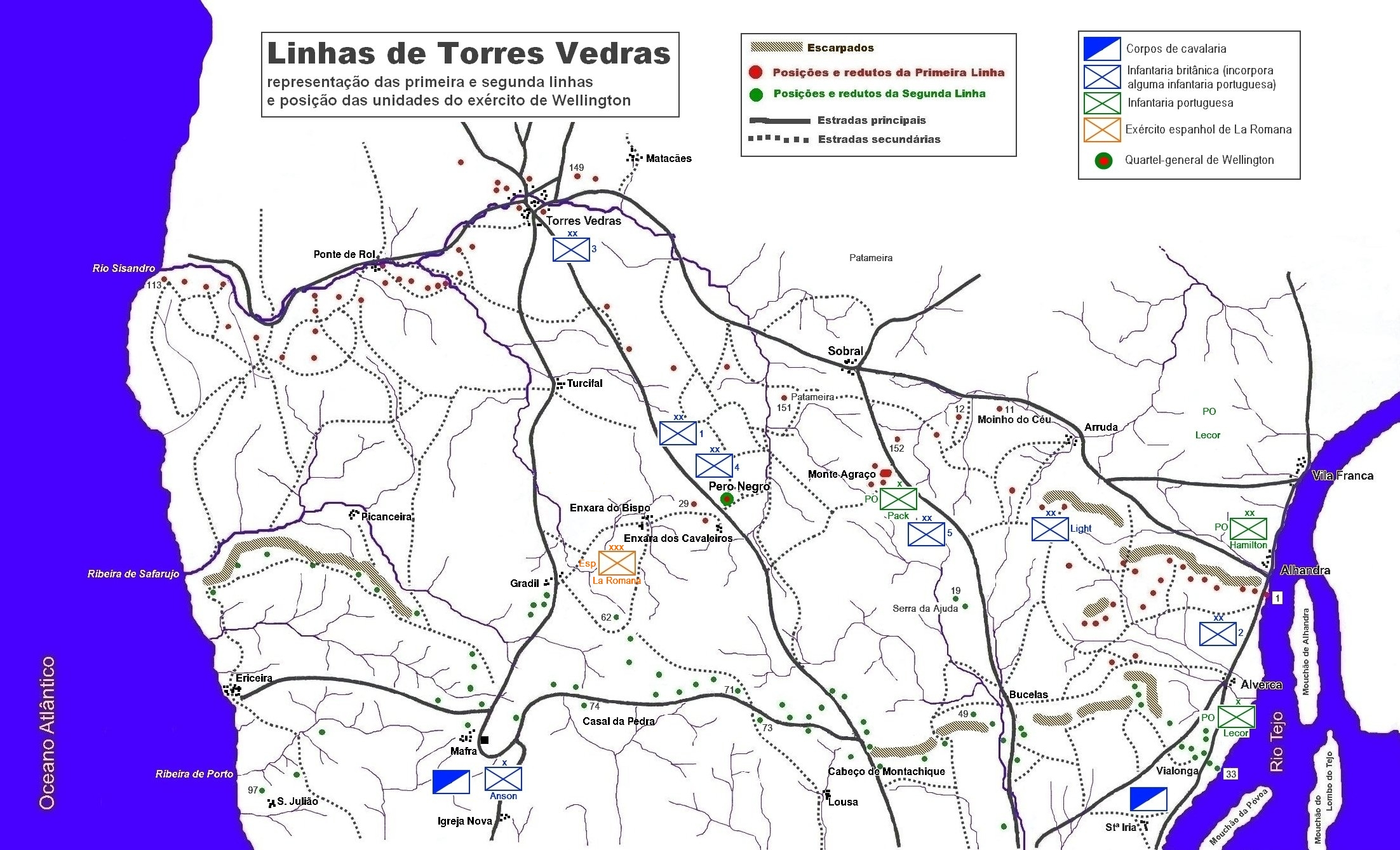
Portugiesische Detailkarte mit Stellungen der ersten zweiten Verteidigungslinien

Die Linien von Torres Vedras (port. auch kurz Linhas de Torres) waren eine dreifache Befestigungslinie aus Forts, Schützengräben und natürlichen Hügelketten um die Hauptstadt Portugals. Sie dienten 1810 der britisch-portugiesischen Verteidigung gegen die Napoleonischen Invasionen.

## Geschichte

### Vorgeschichte
Zur Durchsetzung seiner 1806 verfügten Kontinentalsperre sah sich Napoleon gezwungen, angesichts des Festhaltens Portugals an dessen jahrhundertealter Allianz mit dem Vereinigten Königreich, das Königreich Portugal zu besetzen. Die Napoleonischen Kriege auf der Iberischen Halbinsel dauerten von 1807 bis 1814. 1808 floh der portugiesische Hof vor der massiven napoleonischen Bedrohung in seine Kolonie nach Rio de Janeiro und ließ nur eine fünfköpfige Notregierung in Lissabon zurück. Der historisch einmalige Fall trat ein, dass mit Brasilien eine Kolonie die Hauptstadt eines Kolonialreiches stellte, und das Mutterland Portugal galt für die folgenden 14 Jahre als eine Kolonie Brasiliens. Dadurch stellte das Königshaus die Unabhängigkeit Portugals sicher. Angesichts dieser somit unveränderten Allianz zwischen Britannien und Portugal, welches seine Häfen weiter seinem englischen Verbündeten offen hielt, entschloss sich Napoleon nach zwei vorangegangenen Feldzügen ein weiteres Mal, die Eroberung Portugals in Angriff zu nehmen. Er entsandte Marschall Masséna mit einem Heer nach Portugal, worauf der britische General Arthur Wellesley, der spätere Duke of Wellington, im August 1808 seinerseits mit einem Heer in Portugal landete, in Lavos bei Figueira da Foz. Am 31. August 1808 kam es zu der Schlacht bei Vimeiro, in der die französischen Truppen unter Divisionsgeneral Junot geschlagen wurden. Die französischen Truppen waren in der Bevölkerung auf Grund der Todesopfer und der angerichteten Zerstörungen sehr unbeliebt, und es formierte sich ein breiter Volkswiderstand gegen sie, welcher die britisch-portugiesische Verteidigung stark begünstigte.

### Verlauf
Der Vormarsch der überlegenen Truppen Massénas schien zunächst unaufhaltsam. Daraufhin entwickelte Wellington das Konzept der Linien von Torres Vedras, so genannt nach der äußersten der drei konzipierten Verteidigungslinien um die Hauptstadt. Lissabon war weiterhin der strategisch entscheidende Ort Portugals, obwohl das Königshaus sich bereits außer Landes in Rio de Janeiro befand.
Wellington gab die Linien am 20. Oktober 1809 beim britischen Ingenieur Richard Fletcher (1768–1813) in Auftrag, unter dessen Leitung sie von portugiesischen Militäreinheiten und Arbeitern errichtet wurden. Inspiriert zum Festungsbau wurde Wellington von den Bauten des portugiesischen Armeeingenieurs José Maria das Neves Costa (1774–1841).
Es wurde eine ca. 1300 Quadratkilometer große Festung geschaffen, die im Westen vom Atlantik, im Norden von den Linien von Torres Vedras und im Osten und Süden vom Fluss Tejo geschützt wurde. Damit war es die größte Befestigung aller Zeiten. In der Südostecke dieser Festung lag die zu schützende portugiesische Hauptstadt. Massénas Vormarsch hatte am 27. September 1810 in der Schlacht von Buçaco erstmals einen empfindlichen Rückschlag erhalten, jedoch strebte der Marschall weiter unnachgiebig auf die Hauptstadt Lissabon zu.
Die inzwischen errichteten Linien von Torres Vedras bildeten ein Rückzugsgebiet für die britisch-portugiesische Armee und sollten den Vormarsch des Marschalls Masséna endgültig aufhalten. Die ursprünglich 65.000 Mann starke Armee Massénas traf an den Linien mit einer verbliebenen Stärke von etwa 36.000 Mann ein, ausgezehrt vom langen Marsch und Mangel an Nahrung, und entmutigt durch die unerwartet vorgefundenen, sich unüberwindbar darstellenden Festungslinien. Diese hielten die Truppen Massénas danach über fünf Monate auf, in denen der französische Marschall vergeblich auf Verstärkung wartete. Nach einem glücklosen Versuch bei Sobral de Monte Agraço am 14. Oktober wagte er dabei keine weiteren Angriffe auf die Stellungen. Anfang Mai 1811 zogen die Angreifer entmutigt ab und wurden schließlich vom sie verfolgenden Wellington im Oktober 1811 endgültig hinter die portugiesischen Grenzen gedrängt.

### Wirkung
Um einen maximalen Effekt zu erzielen, wurde beim Rückzug hinter die Linien von Torres Vedras eine von der Regierung Portugals angeordnete Strategie der verbrannten Erde durchgeführt. Die französische Armee versorgte sich aus dem Land, sodass sie davon schwer getroffen wurde. Dennoch dachten ihre Kommandeure, dass Wellington entweder eine Schlacht annehmen, in der sie ihn zu besiegen hofften, oder sich aus Portugal zurückziehen müsse.
Wellington hatte indessen die massiven Befestigungsarbeiten unter völliger Geheimhaltung durchführen lassen, nicht einmal seine eigene Regierung wusste von ihrem Bau. Dadurch wurden die Franzosen völlig überrascht. Sie hatten nur mit einzelnen kleinen Forts gerechnet und nicht mit derartig gigantischen Befestigungsanlagen, die einen Angriff aussichtslos machten. Die Hügelhänge waren künstlich steiler ausgerichtet und an der Spitze mit Befestigungen verstärkt worden. Die Täler waren zudem geflutet worden und durch massive Barrikaden und davor aufgetürmte Dornenbüsche gesichert. Zusätzlich waren Dutzende Batterien mit schweren Schiffsgeschützen an strategisch wichtigen Positionen aufgestellt, sodass Feinde von der Flanke beschossen werden konnten. Hinter den Linien war ein eigenes Straßensystem angelegt worden, um Truppen schnell entlang der Linien bewegen zu können.
Mit diesen Befestigungen konfrontiert, stoppte der Vormarsch der französischen Armee notgedrungen. Von einem erfolglosen Angriffsversuch und etwas Geplänkel abgesehen verließen die französischen Truppen die Linien, ohne dass es zu einer Schlacht gekommen war.
Die im Land unbeliebte französische Armee war häufig Attacken durch Guerilla-Gruppen und durch britische und portugiesische Kavallerie ausgesetzt, zudem wurde der Hunger zunehmend bedrohlicher. Die Soldaten Napoleons waren bereits auf dem Marsch zu den Linien Torres Vedras durch geplündertes und geräumtes Land marschiert. Auf dem Rückweg geriet ihre Verpflegung dann zu einer noch aussichtsloseren Aufgabe. Den Angriffen der sie verfolgenden britisch-portugiesischen Truppen, die über ungestörte Versorgungswege verfügten, hatten die französischen Invasionskräfte daher immer weniger entgegenzusetzen, trotz mancher zahlenmäßiger Überlegenheit. So endete auch der dritte Versuch Napoleons, Portugal dauerhaft zu erobern, erfolglos.

## Kennzahlen
Die Linien von Torres Vedras erstreckten sich auf der Höhe von Torres Vedras von der portugiesischen Atlantikküste bis zum Fluss Tejo und waren damit ungefähr 40 Kilometer lang. Sie bestanden aus 152 Festungsanlagen und 600 Stück Artillerie.
Im Oktober 1809 begann der Bau und war beim Rückzug Wellingtons nach der Schlacht von Buçaco am 27. September 1810 weitgehend abgeschlossen.
Laut britischen Quellen wurden die Linien von Torres Vedras von insgesamt 25.000 portugiesischen, 8.000 spanischen, und 2.500 britischen Soldaten gehalten. Die reguläre Armee, die Wellington hinter die Linien gebracht und zusammengezogen hatte, war 60.000 Mann stark und setzte sich aus Portugiesen und Briten zusammen. Dazu kamen Milizen außerhalb der regulären Armee. Portugiesische Quellen nennen 36.000 portugiesische, 35.000 britische, und 8.000 spanische reguläre Soldaten, die insgesamt hinter den Linien standen, zu denen noch irreguläre portugiesische Einheiten mit insgesamt 60.000 Mann kamen.

## Die Linien heute
Nach dem „Angriff“ wurden die Linien nie mehr genutzt. Bereits 129 der erhalten gebliebenen Bauten sind denkmalgeschützt, und sind heute Anziehungspunkt für Besucher. In dem Rahmen sind thematische Wanderwege angelegt und Besucherzentren eingerichtet worden. Auch thematische Rallyes und Reitveranstaltungen finden heute entlang der Linien statt.

## Verfilmung
Nachdem ihr Mann Raúl Ruiz 2011 verstorben war, führte die chilenische Regisseurin Valeria Sarmiento dessen Filmprojekt zur vielschichtigen Betrachtung der Geschehnisse an den Linien weiter. Daraus entstand 2012 der Kinofilm Lines of Wellington – Sturm über Portugal und der folgende TV-Mehrteiler Linhas de Torres Vedras, u. a. mit John Malkovich, Soraia Chaves, Mathieu Amalric, Catherine Deneuve und Nuno Lopes.